# Adhemarius blanchardiorum
Adhemarius blanchardiorum is een vlinder uit de familie van de pijlstaarten (Sphingidae). De wetenschappelijke naam van de soort is voor het eerst geldig gepubliceerd in 1985 door Hodges.